# 基内吉尔斯
基內吉爾斯（英語：Cynegils）是威塞克斯國王，611—642年在位。基内吉尔斯與奎切尔姆一度臣服於埃德温 (诺森布里亚)。628年，基内吉尔斯和奎切尔姆在賽倫賽斯特与彭达作战。